# Bagnara (Gruaro)
Bagnara è una frazione del comune italiano di Gruaro, nella città metropolitana di Venezia in Veneto, attraversato dal fiume Lemene, noto per la chiesa di San Tommaso Apostolo risalente al 1463. 

## Geografia fisica
Posto tra Veneto e Friuli, Bagnara confina a nord con Versiola e Stalis (centro abitato diviso tra i comuni di Gruaro e Sesto al Reghena), ad est con Cordovado, a sud-est con Mondina, a sud con Cintello e a ovest con Gruaro.

## Monumenti e luoghi d'interesse

### Chiesa di San Tommaso Apostolo
Le prime notizie dell'esistenza della chiesa risalgono al 1229, testimonianza data da un atto rogato che affermava "in cortina de Bagnaria sub porticus ecclesie santi Thomasi". La piccola chiesa originaria, descritta dai documenti antichi, è stata ampliata ed arricchita nel 1463 ad opera del capomastro Baldesar De Carona, come testimonia l'incisione presente nel portale principale. 
Caratteristica distintiva della chiesa di Bagnara sono i meravigliosi affreschi eseguiti da Andrea Bellunello (1430 ca. - 1494).
La porta principale, rettangolare, è sovrastata da una lunetta in cui è raffigurata una madonna con bambino dipinta tra due angeli.
Ai lati dell'ingresso si distinguono monumentali affreschi. Sulla facciata destra si riconosce la raffigurazione del miracolo di Santo Domingo de la Calzada, miracolo che vede come protagonista San Domenico. Il santo in occasione di un'ingiusta accusa di furto nei confronti di un pellegrino nel cammino di Santiago, impedisce miracolosamente al condannato di subire i danni legati all'impiccagione e nel contempo fa risorgere due galli presenti nella tavola dell'accusatore. Sulla facciata sinistra invece si riconoscono le immagini iconografiche di santi (probabilmente rappresentazioni di san Tommaso Apostolo) con immagini simboliche ricorrenti della croce romanica. All'ingresso del presbitero è presente un arco trionfale, in cui vengono rappresentati i Santi: San Rocco, trafitto dalle frecce, San Giovanni Battista, Santa Caterina d'Alessandria, Sant'Elena, Sant'Apollonia, Santa Lucia, San Tommaso e San Sebastiano.
Sul fondo dell'abside vi è l'Incoronazione della Vergine tra due coppie di Angeli sotto i quali - entro dei medaglioni - sono ritratti San Francesco d'Assisi e San Domenico. Sulla parete destra infine trovano spazio gli Apostoli, la cui sequenza prosegue fino ad occupare parte dell'abside.